# La Vega (parroquia)
La Vega (llamada oficialmente Santa María da Veiga) es una parroquia y un lugar del municipio español de La Vega, en la provincia de Orense, Galicia.

## Toponimia
La parroquia también es conocida por el nombre de Santa María de La Vega.

## Organización territorial
La parroquia está formada por una entidad de población:
- A Veiga

## Demografía
Gráfica demográfica del lugar y parroquia de La Vega según el INE español:
| Gráfica de evolución demográfica de La Vega entre 2000 y 2023 |
|                                                               |
| Datos según el nomenclátor publicado por el INE.              |